# 아이버슨 괄호
수학에서 아이버슨 괄호(Iverson括弧, 영어: Iverson bracket)는 수학 표기법의 하나이다. 이 표기법에 따르면, 명제를 포함하는 대괄호는 명제가 참일 때 정수 1을, 명제가 거짓일 때 정수 0을 나타낸다.

## 정의
아이버슨 괄호는 다음과 같은 표기법이다. 어떤 명제 {\displaystyle P}에 대하여, {\displaystyle [P]\in \{0,1\}}은 정수이며, 그 값은 다음과 같이 결정된다.
- 만약 {\displaystyle P}가 참이라면 {\displaystyle [P]=1}이다.
- 만약 {\displaystyle P}가 거짓이라면 {\displaystyle [P]=0}이다.

예를 들어, {\displaystyle [n>0]}은 {\displaystyle n=3}일 때 {\displaystyle [3>0]=1}이지만, {\displaystyle n=-2}일 때 {\displaystyle [-2>1]=0}이다.

## 역사

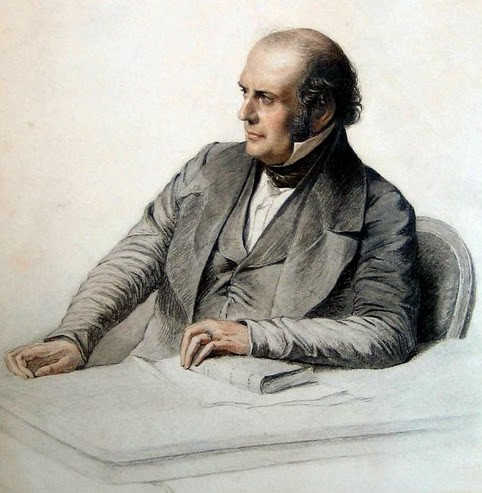
굴리엘모 리브리 카루치 달라 솜마이아

1830년대에 굴리엘모 리브리 카루치 달라 솜마이아(이탈리아어: Guglielmo Libri Carucci dalla Sommaja, 1803〜1869)는 1830년에 다음과 같은 기호를 도입(또는 ‘발견’)하였다.
{\displaystyle 0^{0^{x}}=[x>0]}
이는 {\displaystyle 0^{0}=1} 및 {\displaystyle 0^{-1}=\infty } 및 {\displaystyle 0^{\infty }=0}과 같은 정의를 사용하면 우변의 아이버슨 괄호와 같은 뜻임을 알 수 있다.
이를 사용하여 리브리는 다음과 같은 꼴의 표기를 사용하였다.
{\displaystyle (1-0^{0^{-x}})(1-0^{0^{x-a}})=[0\leq x\leq a]}
이후 케네스 유진 아이버슨(영어: Kenneth Eugene Iverson, 1920 ~ 2004)이 1962년에 프로그래밍 언어 APL에서 이와 같은 표기법을 사용하였다.:11 이후 도널드 크누스가 아이버슨의 표기법을 일반 수학 표기에서 널리 사용하기 시작하였다.:24

## 같이 보기
- 불 함수
- 형 변환
- 지시 함수